# Prix Gémeaux de la meilleure émission ou série culturelle
Le prix Gémeaux de la meilleure émission ou série culturelle est une récompense télévisuelle remise par l'Académie canadienne du cinéma et de la télévision entre 1990 et 2009.

## Lauréats
- 1990 - Sortir
- 1991 - Lumières
- 1992 - Le Clap
- 1993 - Rideau
- 1994 - Fax
- 1995 - Star Plus
- 1996 - Visions d'Amérique
- 1997 - Christiane Charette en direct
- 1998 - Christiane Charette en direct
- 1999 - Les Choix de Sophie
- 2000 - Christiane Charette en direct
- 2009 - Sucré salé